# Lepidopodinae
Sous-famille
Les Lepidopodinae sont une sous-famille de poissons de l'ordre des Scombriformes qui se décompose en cinq genres.

## Liste des genres
Selon NCBI (8 sept. 2010) :
- genre Assurger
- genre Eupleurogrammus
- genre Lepidopus

Selon ITIS (8 sept. 2010) :
- genre Assurger Whitley, 1933
- genre Eupleurogrammus Gill, 1862
- genre Evoxymetopon Gill, 1863
- genre Lepidopus Goüan, 1770
- genre Tentoriceps Whitley, 1948